# Бичи, Фредерик Уильям
Фредерик Уильям Бичи (англ. Frederick William Beechey; 17 февраля 1796, Лондон — 29 ноября 1856, Лондон) — британский морской офицер, путешественник, полярный исследователь.

## Биография
Фредерик Уильям Бичи был сыном художника-портретиста сэра Уильяма Бичи (1753—1839) и участвовал сначала в качестве офицера в 1818 году с Джоном Франклином в экспедиции на Шпицберген в поисках северо-западного прохода. В 1819 году он сопровождал Вильяма Эдварда Парри в звании лейтенанта на корабле «Hecla». Во время этой поездки Парри обнаружил остров, который он назвал в честь Бичи. В настоящее время остров Бичи относится к канадской провинции Нунавут. Сам Бичи во время этой экспедиции первым из европейцев обнаружил остров Банкс.
В 1821 году он отправился к северному берегу Африки и исследовал залив Сидра и территорию Киренаики. В экспедиции принимал участие также старший брат Генри Уильям Бичи, египтолог и художник.
В 1825 году он принял командование кораблём Blossom. На этом исследовательском судне Бичи предпринял с 1825 по 1828 экспедицию в Тихий океан, Берингов пролив и арктическую Северную Америку. Он должен был встретиться, по возможности, в заливе Коцебу с продвигающейся с востока по суше экспедицией Джона Франклина. Бичи достиг лишь мыса Барроу на самом севере Аляски. Так как встреча не состоялась, он вернулся в октябре 1828 года в Вулидж в Англию. В путешествии принимал участие также младший брат Бичи, Ричард Бриджес Бичи, который впоследствии стал адмиралом и художником-маринистом.
С 1837 года Бичи занимался гидрографическими работами в Северном проливе. В 1847 году он был назначен руководителем Морского департамента в Министерстве торговли. В 1854 году Бичи стал контр-адмиралом, а в 1855 году — президентом Королевского географического общества.
Фредерик Уильям Бичи скончался 29 ноября 1856 года в Лондоне.

## Семья
Его дочь, известная художница Франсис Анна Бичи (1838—1919), в 1858 году стала женой служащего Компании Гудзонова залива Энтони Хопкинса, вместе с которым совершила немало путешествий по рекам, озёрам, лесам и прериям Канады. Многие из её картин с видами девственной природы, иллюстрирующих пушной промысел, жизнь индейцев, вояжёров, торговцев и трапперов, хранятся ныне в коллекции Библиотеки и Архива Канады (Оттава).

## Публикации
- Voyage of discovery towards the North Pole 1818. London 1843 (online)
- Description of Messrs Marshall’s grand peristrephic panorama of the Polar regions [microform] : which displays the north coast of Spitzbergen, Baffin’s Bay, Arctic Highlands, &c., now exhibiting in the large new circular wooden building, George’s Square, Glasgow; painted from drawings taken by Lieut. Beechey who accompanied the Polar Expedition in 1818, 1821 (online)
- Proceedings of the expedition to explore the northern coast of Africa. London 1827 (online)
- Narrative of a Voyage to the Pacific and Beering´s Strait, to Co-operate With the Polar Expeditions Performed in His Majesty´s Ship Blossom Under the Command of Captain F. W. Beechey R.N. in the Years 1825, 1826, 1827, 1828., 2 Bände, Colburn & Bentley, London 1831 (online)
- The zoology of Captain Beechey’s voyage, compiled from the collections and notes…, H. G. Bohn, London 1839. (online)
- The Botany of Captain Beechey’s voyage, London 1841 (online)
- Address at the anniversary meeting of the Royal Geographical Society, 26th May, 1856, London 1857 (online).